# Château de Haar
Le château de Haar est situé près de Haarzuilens dans la commune d'Utrecht, dans la province du même nom aux Pays-Bas.
Il fut reconstruit entre 1892 et 1907, par l'architecte néerlandais Pierre Cuypers (1827-1921), à qui l'on doit notamment le bâtiment du Rijksmuseum et la gare centrale à Amsterdam.

## Le site d'origine
Le plus ancien document historique d'un bâtiment à l'emplacement du château date de 1391. Cette année-là, la famille De Haar a reçu le château et les terres environnantes comme fief de Hendrik van Woerden. Le château est resté dans la propriété de la famille De Haar jusqu'en 1440, lorsque le dernier héritier mourut sans enfant. Le château passa ensuite à la famille Van Zuylen. En 1482, le château a brûlé et les murs ont été démolis, sauf pour les parties qui ne disposent pas d'une fonction militaire. Ces pièces ont probablement été incorporées dans le château quand il a été reconstruit au début du XVIe siècle. Le château est mentionné dans un inventaire des biens de Steven van Zuylen de 1506, et dans une liste de fiefs dans la province d'Utrecht de 1536. L'image la plus ancienne du château date de 1554 et montre que le château avait été en grande partie reconstruit. Après 1641, quand Johan van Zuylen van der Haar meurt sans enfant, le château semble être progressivement tombé en ruines. Le château a échappé de la destruction totale par les Français pendant la Rampjaar en 1672.
En 1801, la dernière catholique des van Zuylen aux Pays-Bas, Anton-Martinus van Zuylen van Nijevelt (1708-1801), a légué la propriété à son cousin Jean-Jacques van Zuylen van Nyevelt (1752-1846) de la branche catholique dans les Pays-Bas méridionaux.

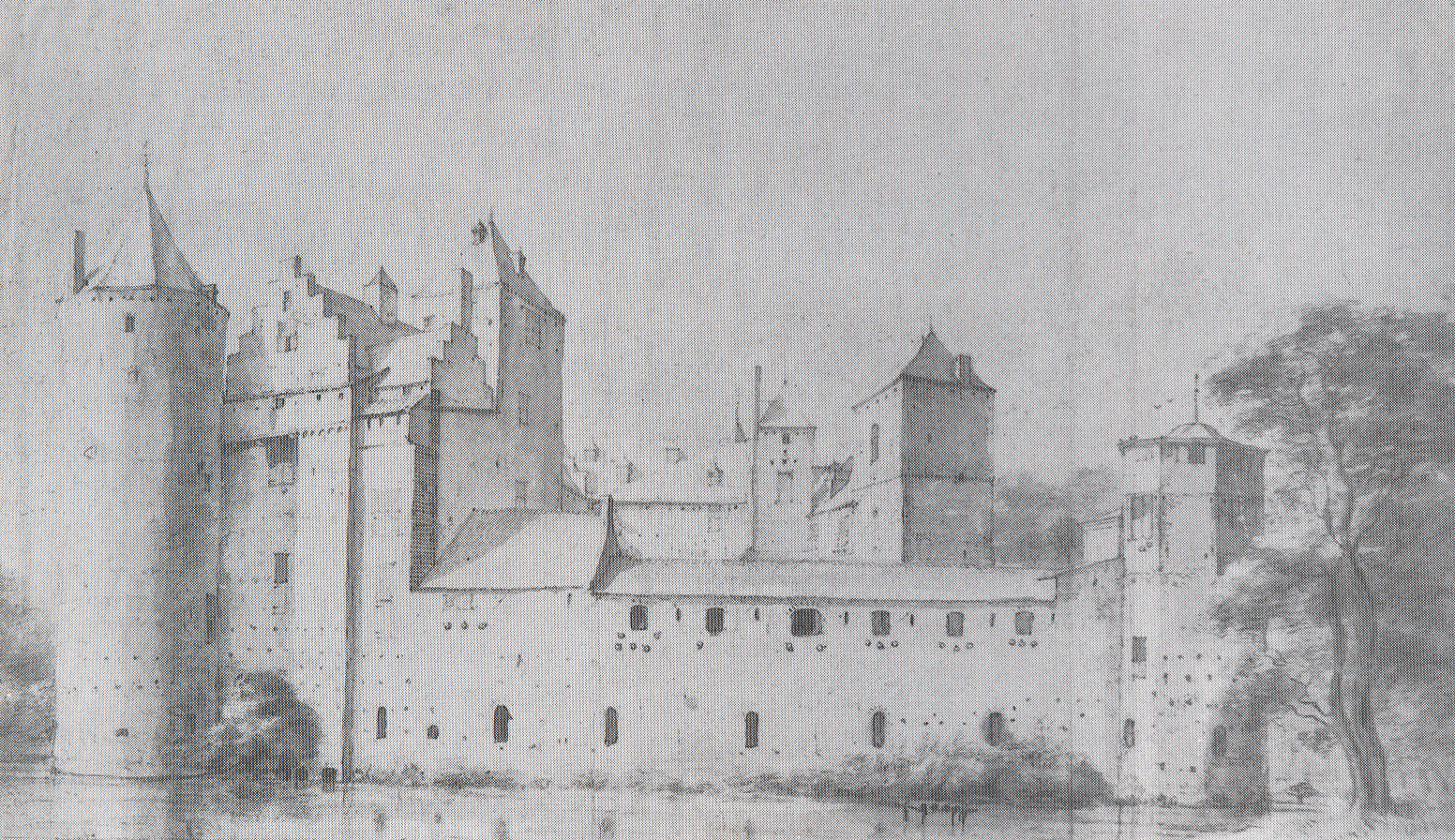
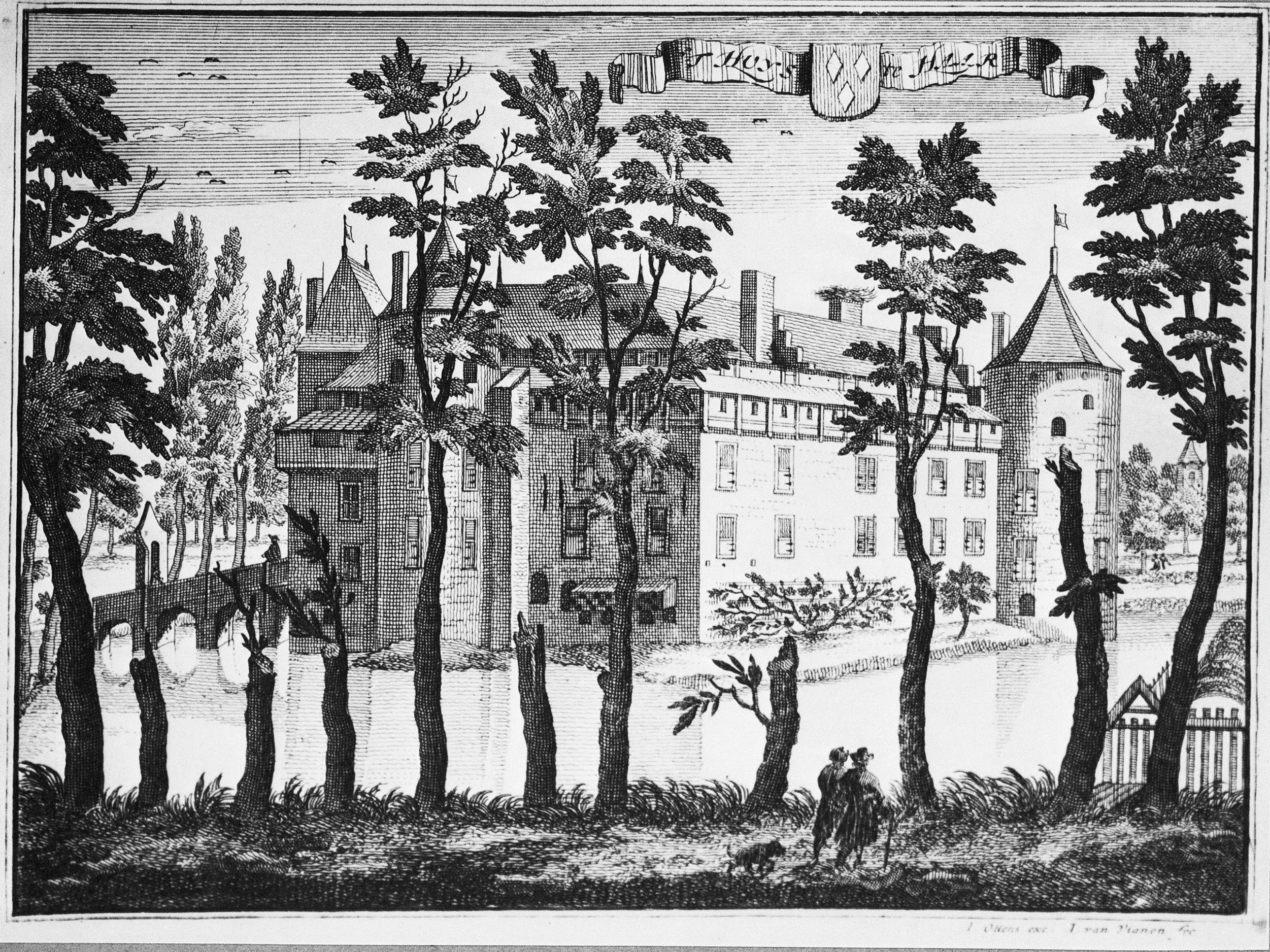
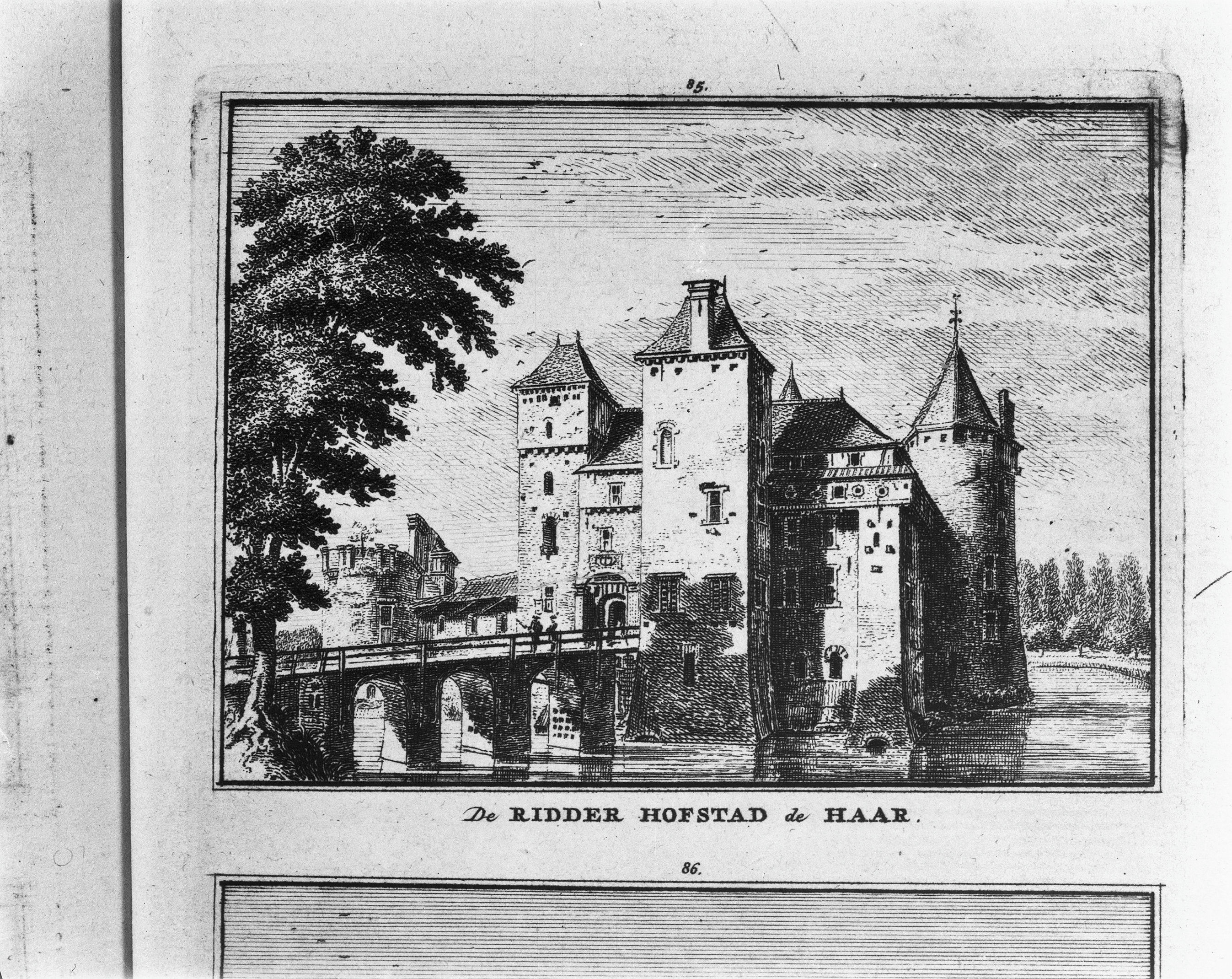
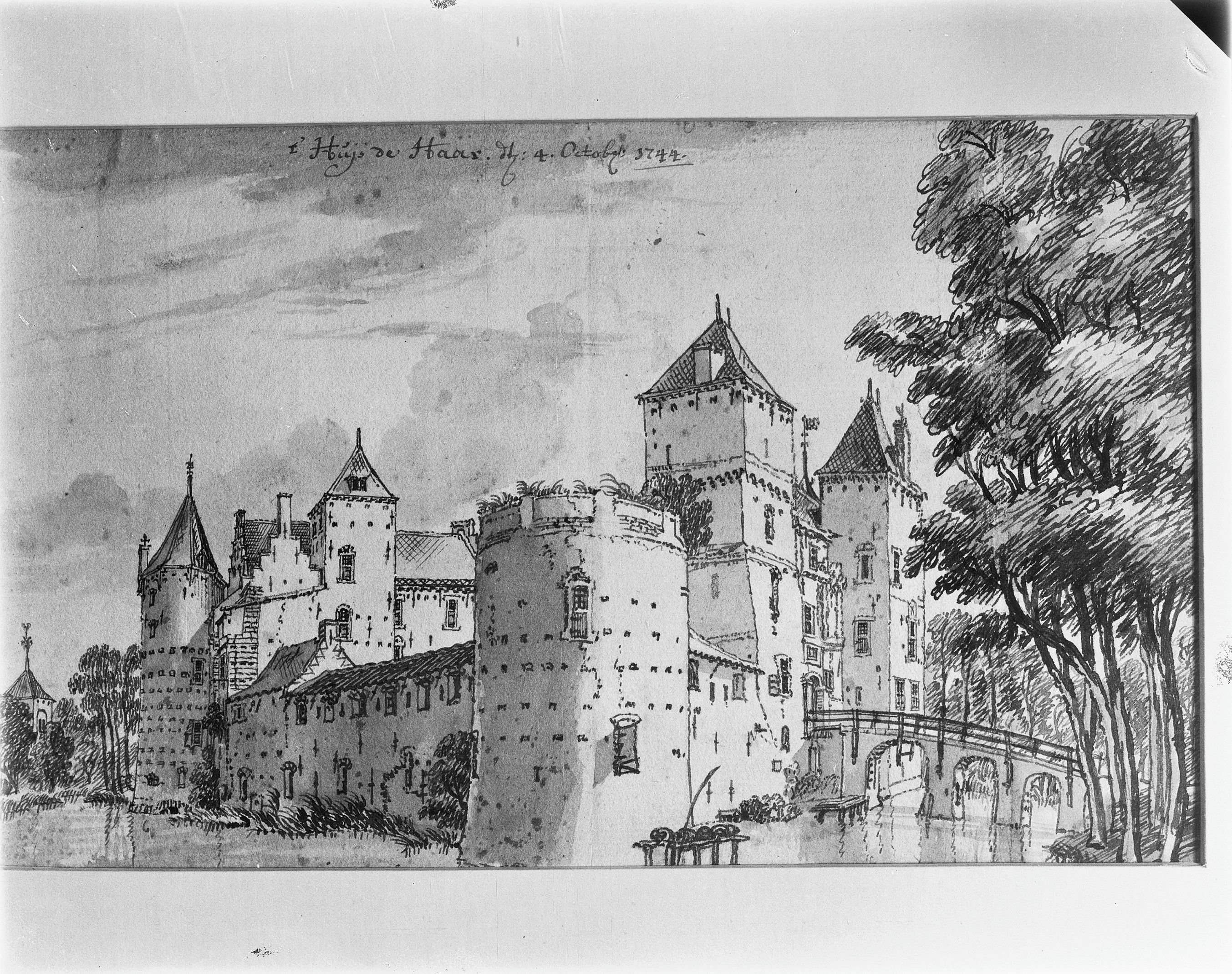

## La restauration de 1892

Le château de Haar, vue du sud.

En 1890, le petit-fils de Jean-Jacques van Zuylen van Nyevelt, Étienne Gustave Frédéric baron van Zuylen van Nyevelt van de Haar (1860-1934) hérite du château en ruine. Trois ans auparavant il avait épousé la baronne Hélène de Rothschild.
Le couple projette la reconstruction du château et contacte l'architecte Pierre Cuypers en 1892 pour sa mise en œuvre,. Cuypers travailla sur la restauration, entièrement financée par la famille Rothschild, pendant 20 ans, de 1892 à 1912.
Le château dispose de 200 chambres et de 30 salles de bains, dont seulement un petit nombre au rez-de-chaussée ont été ouvertes au public. Dans la salle, Cuypers a placé une statue le représentant dans un coin de la galerie au premier étage.
Le château a été équipé par Cuypers avec des innovations les plus modernes, tels que l'éclairage électrique alimenté par son propre générateur, et le chauffage central au moyen de vapeur d'eau. Cette installation est internationalement reconnue comme un monument industriel. La cuisine était, pour cette période, également très moderne et possède une grande collection de casseroles en cuivre et un énorme four d'environ 6 mètres de long, qui est chauffé à l'aide de tourbe ou du charbon. Les carreaux de la cuisine sont décorés avec les armoiries des familles De Haar et Van Zuylen. Cuypers a marqué la différence entre les vieux murs et les nouvelles briques, en utilisant un autre type de brique pour les nouveaux murs.
Dans le château, on peut voir beaucoup de détails qui rappellent la famille de Rothschild, tels que les étoiles de David sur les balcons de la salle des chevaliers, la devise de la famille sur le foyer dans le hall du chevalier (A majoribus et virtute) et les armoiries de la famille situées juste en dessous, dans la bibliothèque.

## Intérieur

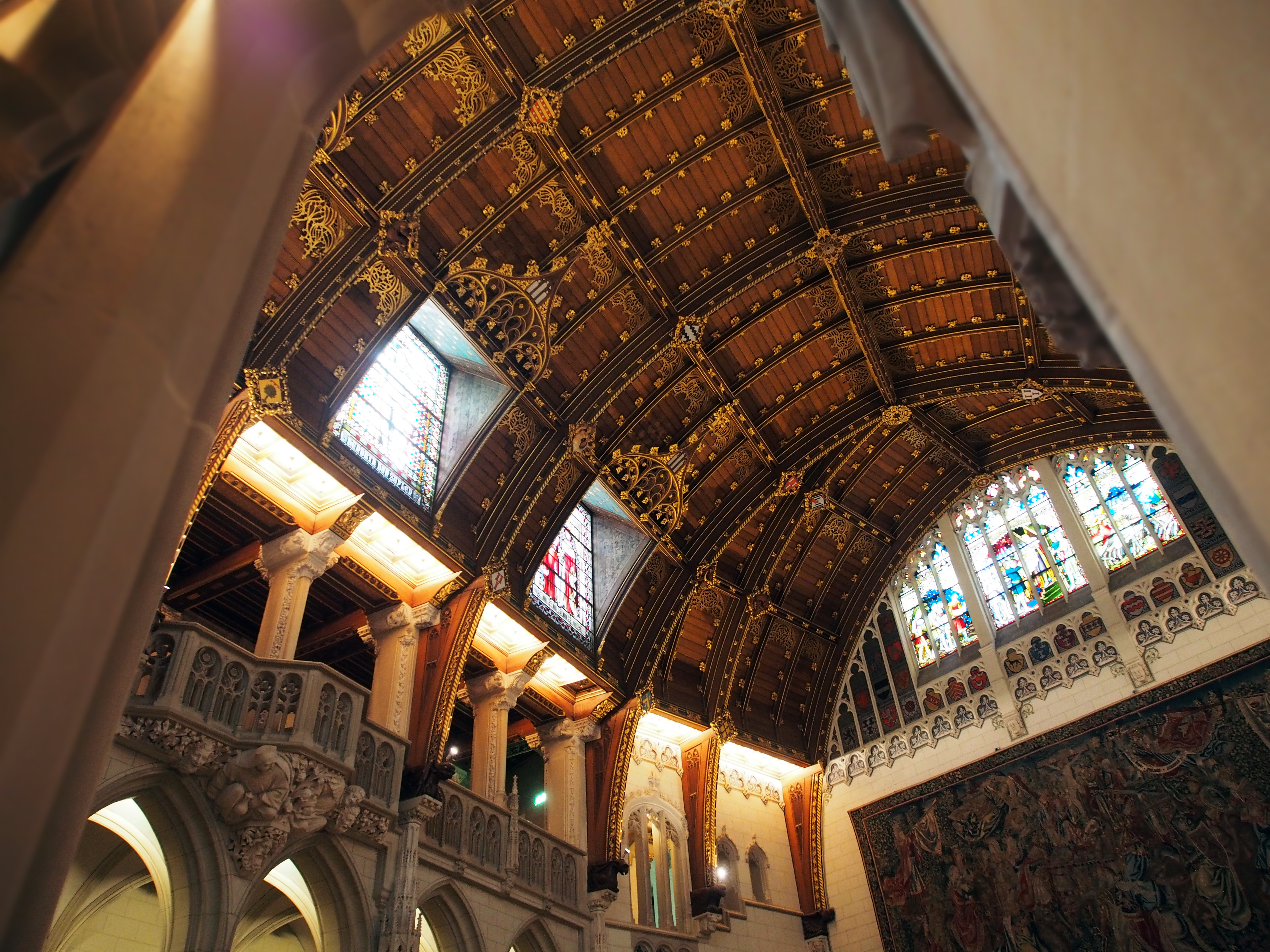
Intérieur du hall principal.

L'intérieur du château est décoré en sculpture sur bois richement ornée, qui rappelle l'intérieur d'une église catholique romaine. Cette sculpture a été faite dans l'atelier de Cuypers à Roermond. Cuypers a même conçu la vaisselle. L'intérieur est également orné de nombreux objets d'art provenant des collections Rothschild, dont des porcelaines anciennes de Japon et de Chine, plusieurs anciennes tapisseries flamandes et des peintures à sujet religieux. Une pièce maîtresse est un entraîneur de la femme d'un Shogun du Japon. Il n'y a plus qu'une autre statue de ce  type dans le monde, qui se trouve dans un musée à Tokyo. Beaucoup de touristes japonais viennent à De Haar pour uniquement pour admirer cette statue, qui provient des collections Rothschild.

## Parcs et jardins

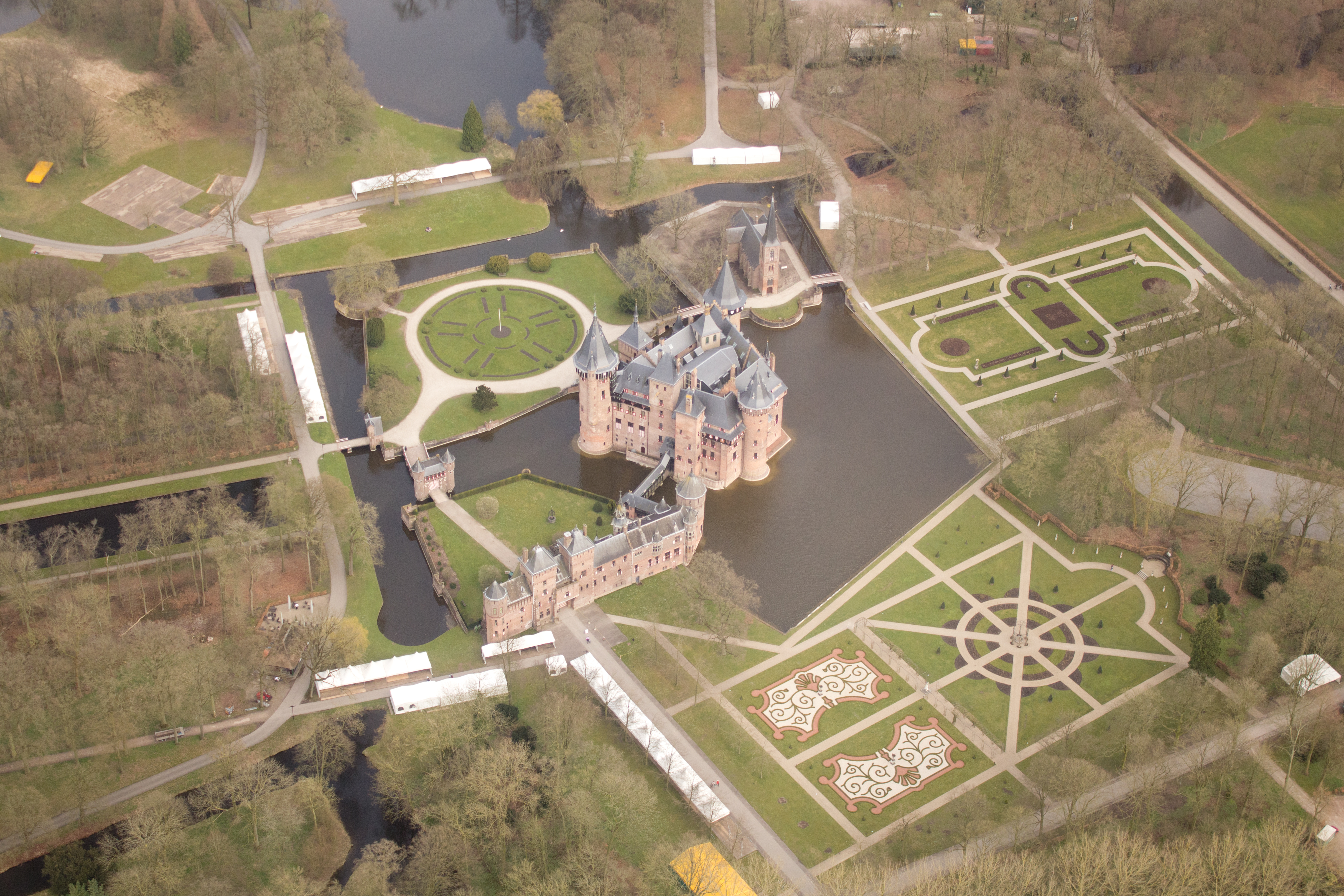
Le château vu du ciel.

Un parc entoure le château, conçu par Hendrik Copijn, pour lequel Van Zuylen a ordonné la plantation de 7 000 arbres adultes. Comme ceux-ci ne pouvaient pas être transportés à travers la ville d'Utrecht, Van Zuylen acheta une maison et la démolit. Le parc contient de nombreux ouvrages hydrauliques et un jardin qui rappelle les jardins à la française de Versailles. Au cours de la Seconde Guerre mondiale, la plupart des jardins ont été perdus, parce que le bois a été utilisé pour allumer des feux, et le sol a été utilisé pour cultiver des légumes. Actuellement, les jardins ont été restaurés dans leur splendeur d'antan.
L'aménagement du parc nécessita la démolition du village Haarzuilens (à l'exception de l'église). Les habitants ont été déplacés vers un endroit à un kilomètre plus haut, où une nouvelle Haarzuilens née, où ils ont vécu en tant que locataires du seigneur du château. Ce nouveau village a également été construit dans un style pseudo-médiéval, y compris un village vert rural. Les bâtiments étaient en grande partie conçus par Cuypers et son fils Joseph Cuypers. À partir de 2000, le domaine est en partie détenue par Natuurmonumenten.

## Armoiries
Les couleurs de la famille Van Zuylen sont rouge et blanc. Le blason est composé de trois colonnes rouges sur un fond blanc. Les différentes branches de cette famille diffèrent légèrement sur ces couleurs. Ce blason ne vit pas seulement dans les couleurs du château, mais aussi dans presque toutes les maisons de Haarzuilens, même nouvellement construites.

## Propriétaire actuel
En 2000, la famille Van Zuylen van Nyevelt transféra la propriété du château et des jardins (45 ha) à la fondation Kasteel de Haar. Cependant, la famille a conservé le droit de passer un mois par an dans le château. Cette même année, la société néerlandaise Natuurmonumenten acheta le domaine environnant de 400 ha. Un vaste programme de restauration du château et des jardins a été lancé en 2001 et a été achevé en 2016.
Après la mort en 2011 du dernier héritier, Thierry van Zuylen, ses filles ont également vendu aux nouveaux propriétaires la collection d'art complète ainsi que l'intérieur du château.

## Foires
Le terrain du château est régulièrement utilisé pour les foires et les marchés, comme Elfia.

## Galerie

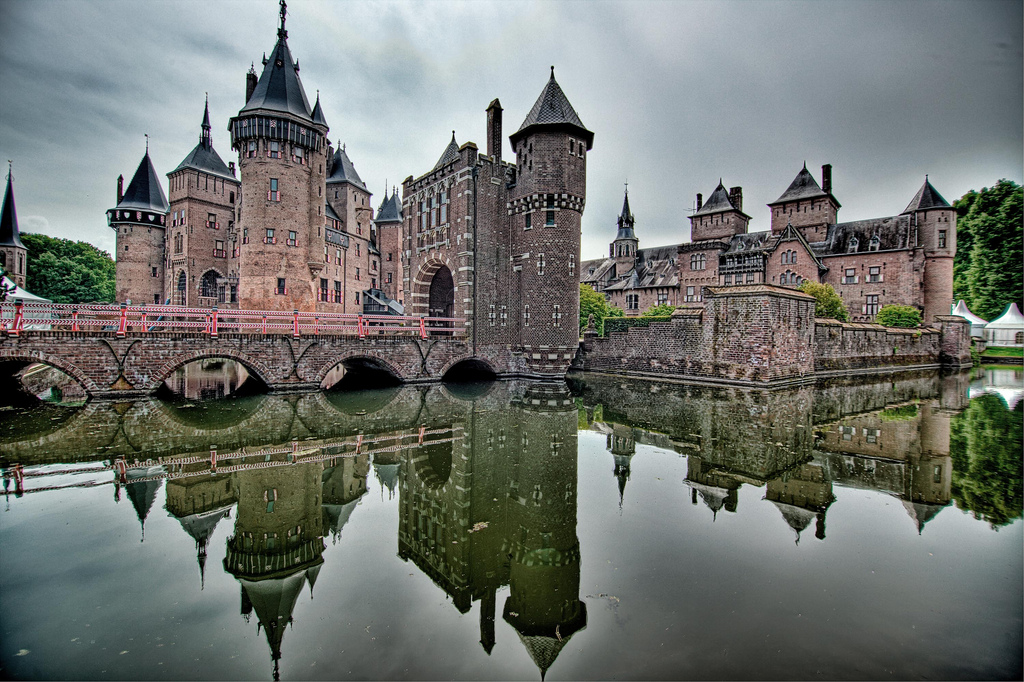
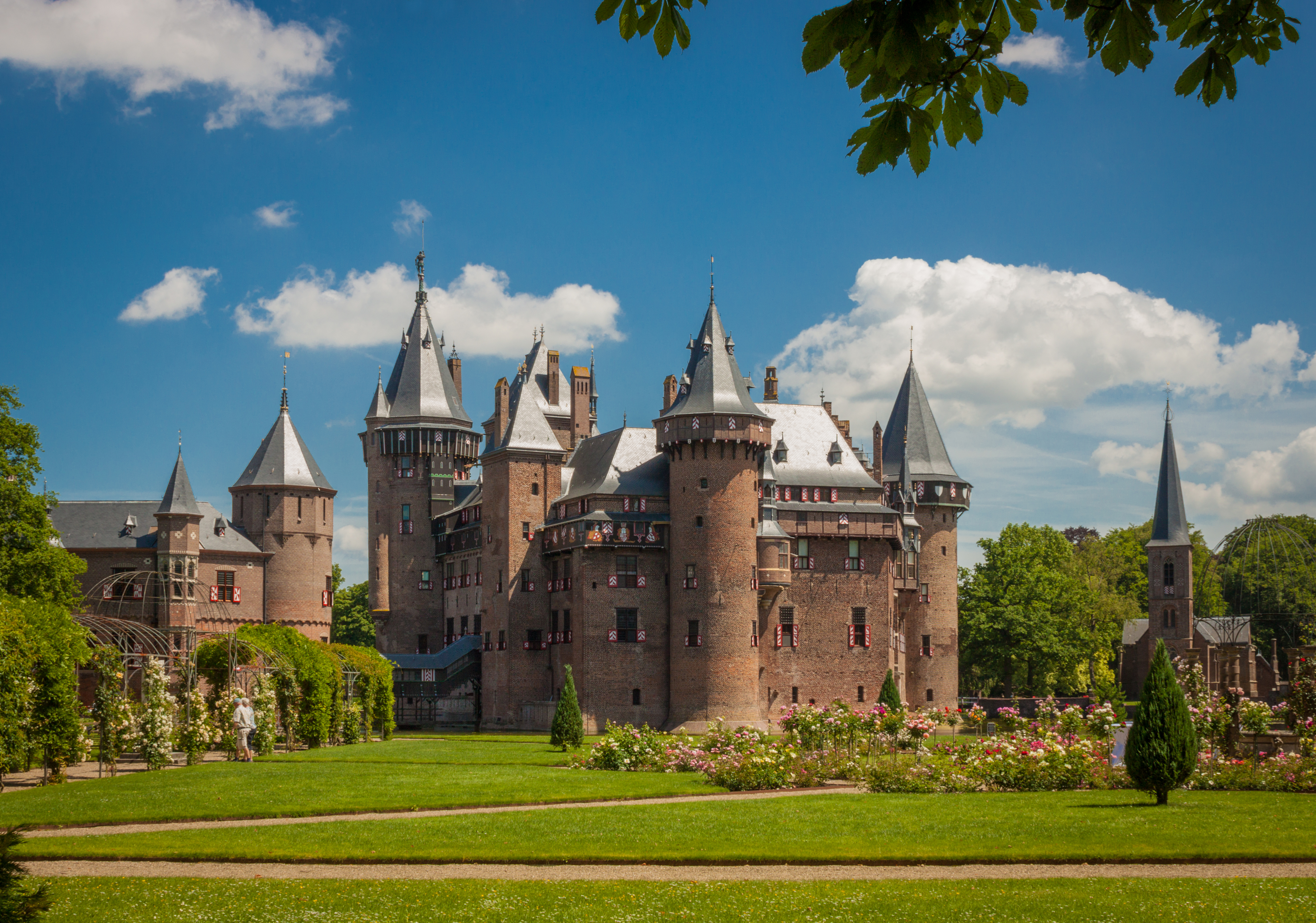
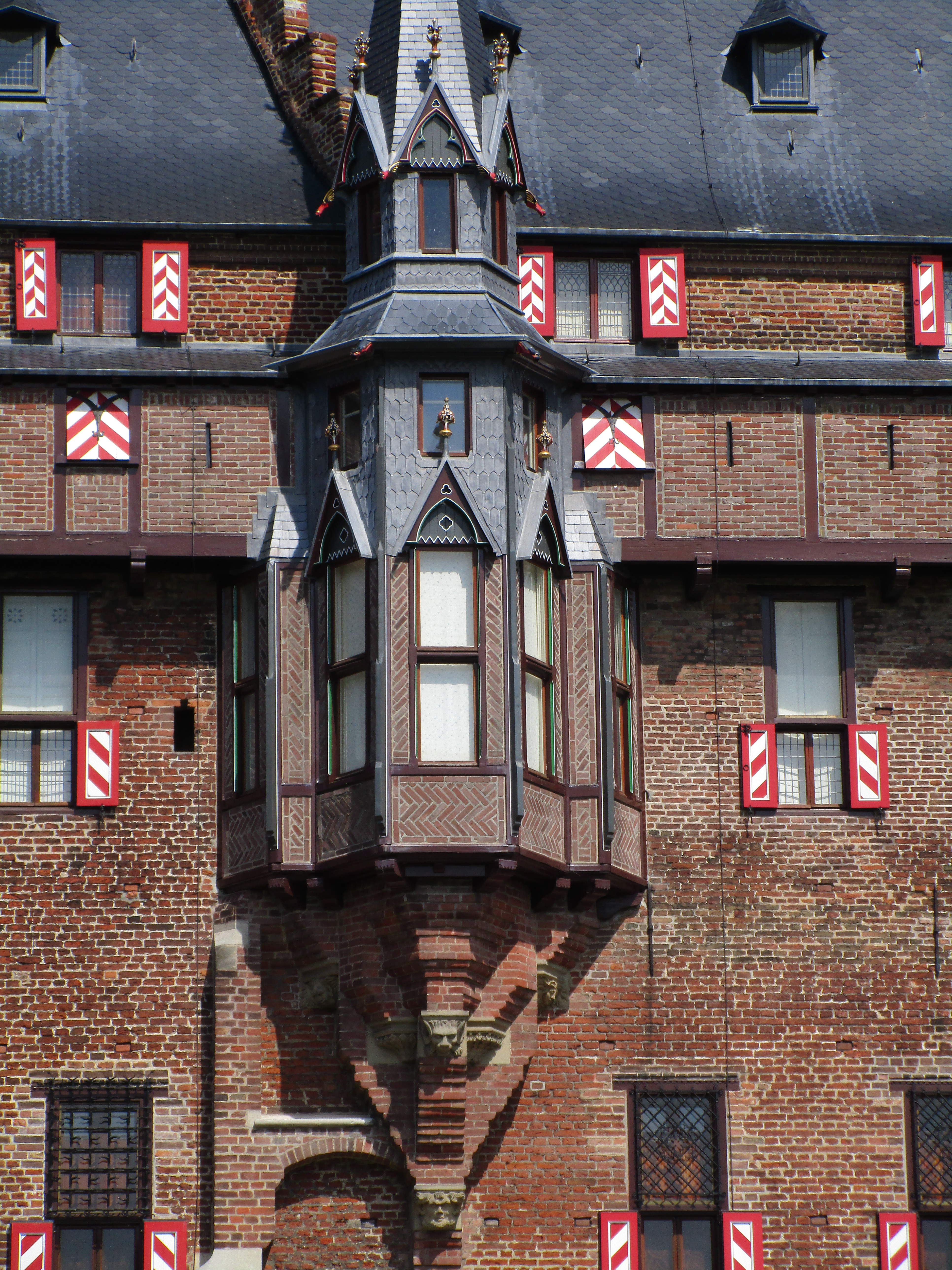
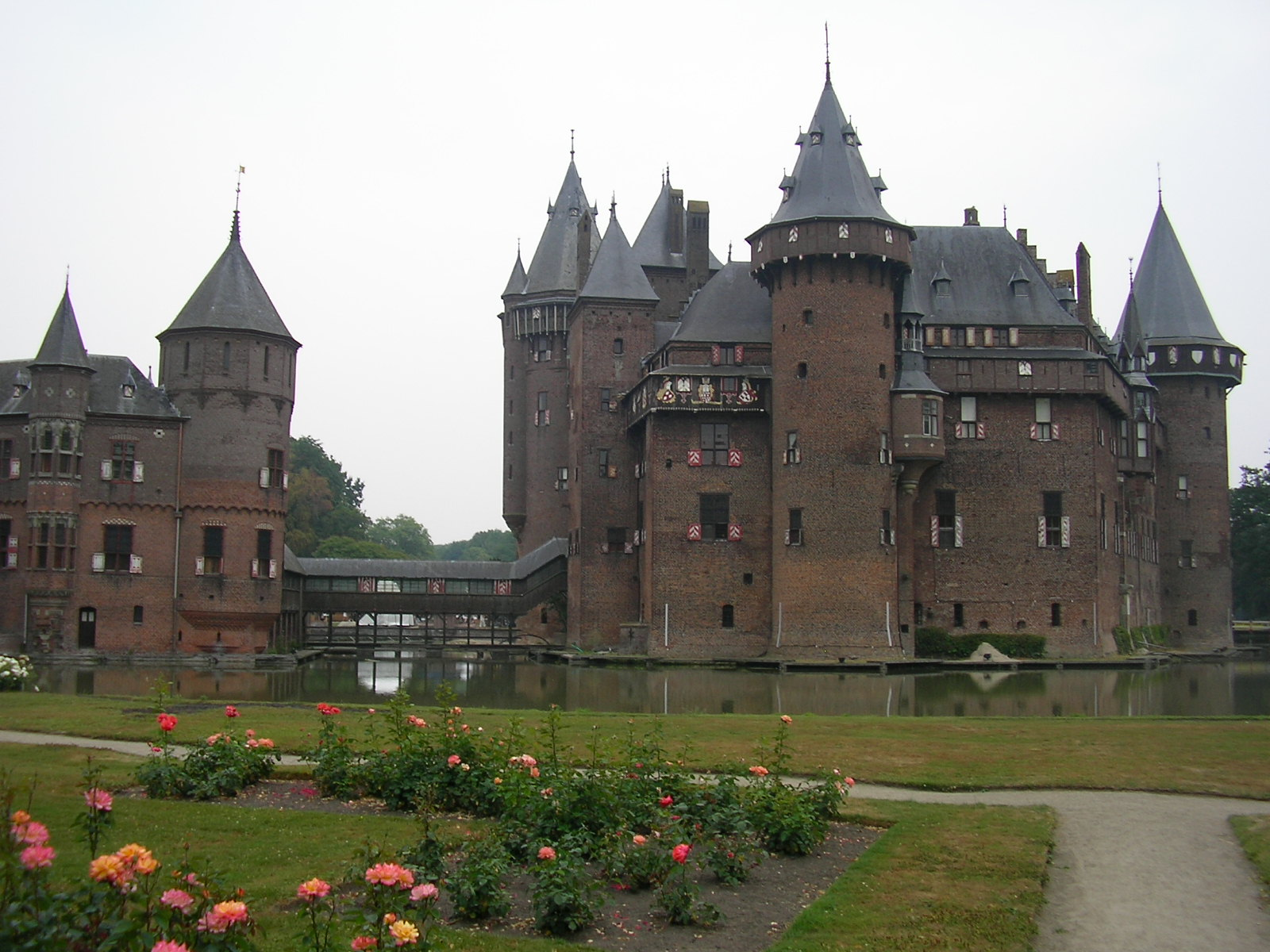
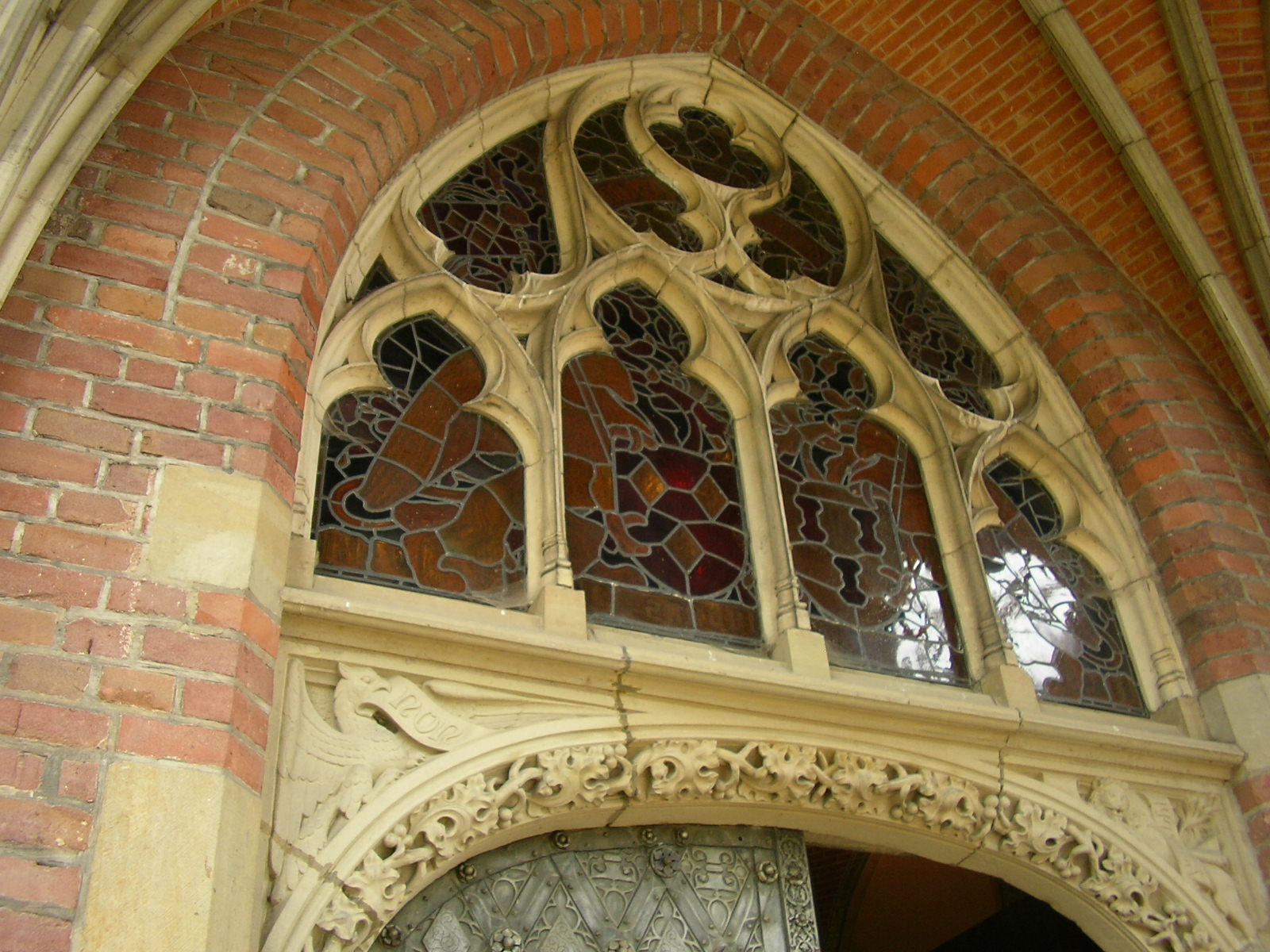